# 오크니 제도 축구 국가대표팀
오크니 제도 축구 국가대표팀은 스코틀랜드에 있는 오크니 제도를 대표하는 축구팀이다. 이 팀은 FIFA 및 유럽 축구 연맹 회원국이 아니기 때문에 FIFA 및 유럽 축구 연맹이 주관하는 대회에는 참가하지 않으며 아일랜드 게임 축구에만 참가한다. 아일랜드 게임 축구에는 4번 출전하여 2003년 대회에서 8위를 기록했다.